# بخش کونوشسکی
بخش کونوشسکی (به لاتین: Konoshsky District) یک منطقهٔ مسکونی در روسیه است که در استان آرخانگلسک واقع شده‌است.